# Kodama
Kodama – japoński testowy satelita przekazywania łączności, pierwszy japoński satelita tego rodzaju. Służy jako przekaźnik łączności dla japońskich satelitów krążących po niskich orbitach okołoziemskich.
Satelita znajduje się na orbicie geostacjonarnej, nad południkiem 90,75° E.
Satelita zostanie użyty do przekazywania danych z satelity ALOS i japońskiego modułu Międzynarodowej Stacji Kosmicznej, Kibō. Pierwsza próba przekazywania danych odbyła się 20 lutego 2003, z satelitą ADEOS 2.
Kodama ma możliwość przesyłania danych z prędkością do 240 Mbps, co jest równoważne 11 cyfrowym kanałom telewizyjnym.
Od kwietnia do września oraz w grudniu 2006 posłużył do przeprowadzenia serii eksperymentów łącznościowych, podczas których przekazywał dane z europejskiego satelity środowiskowego Envisat do japońskiej stacji naziemnej w Tsukubie.
28 października 2003 satelita przeszedł w tryb uśpienia pod wpływem dużego rozbłysku słonecznego. Mimo że statek przez niego nie ucierpiał, zdarzenie to rozpoczęło dyskusję o tym, że JAXA nie posiada procedur na takie okoliczności ani nie zabezpiecza satelitów przed aktywnością słoneczną.

## Budowa i działanie
Producentem statku jest Mitsubishi Electric Corp. i NEC Toshiba Space Systems.
Statek posiada anteny pracujące w paśmie S i Ku. Jego dwie główne anteny mają średnicę 3,6 m i 1,8 m. Dwa akumulatory NiH2 (o poj. 50 Ah każdy) ładowane są ogniwami słonecznymi. Kodama posiada własny silnik o ciągu 500 N (z zapasem 500 kg paliwa, zużytym do osiągnięcia orbity geostacjonarnej) oraz silniczki korekcyjne, o ciągu 20 N, do utrzymywania orbity.
Żywotność satelity szacowana była na 7 lat.